# Victor & Leo
Victor & Leo es un dúo musical de estilo sertaneja, originario de Brasil. Está formado por los hermanos y raperos Victor (Victor Chaves Zapalá Pimentel, nacido el 15 de abril de 1975, guitarra y voz) y Leo (Leonardo Chaves Zapalá Pimentel, nacido el 4 de octubre de 1976, Vocalista). En México se dieron a conocer en el año 2008 con su álbum Nada es normal del cual se desprendieron sus sencillos: Nada es normal y Recuerdos de amor.

## Biografía y carrera
Nacidos en la ciudad de Ponte Nova, Víctor y Leo cambiaron a la ciudad de Abre Campo, cuando todavía eran jóvenes. Casi sin la presencia de su padre, fueron criados por su madre y con ayuda de su tía, fueron comenzando su carrera.
Desde un principio, los jóvenes sentían una atracción por la música, que era mayor cuando escuchaban música sertaneja en la radio de su abuelo. Pero fue en 1992, cuando los hermanos formaron una dupla profesional y comenzaron a darse a conocer en bares y fiestas de amigos de la ciudad y de toda la región. 
Entre los años 1997 y 1998, grabaron sus primeros CDs, ambos promocionados, que contenían apenas cuatro canciones compuestas por Victor. 
En el año 2000, fueron a São Paulo, donde conocieron a los cantantes Silvinha Araújo y Eduardo Araújo, que apuntaban maneras en la música sertaneja. 
En el 2001, fueron contratados y grabaron su primer disco completo, con once canciones, de los cuales ocho fueron compuestos por Victor. Fue lanzado al siguiente año. 
En 2004, la dupla lanzó un disco de mayor éxito, Vida boa, aunque el auge ocurrió con el álbum Victor & Leo – Ao Vivo. Se estima que, solamente ese año, fueron comercializadas más de 2 millones de copias piratas de ese trabajo.
En el año 2005, por petición del público, la dupla lanzó su tercer disco al público: Victor & Leo ao Vivo. La grabación fue en directo, en el Bar Avenida Club, en São Paulo. Fue totalmente producido por la dupla y constaba de quince temas, nueve compuestos por Victor, como «Amigo Apaixonado», «Fada», «Lembranças de Amor», «Vida Boa» y «Sinto Falta de Você».
En junio de 2007, la dupla fue contratada por la grabadora Sony BMG, que pasó a distribuir el CD "Victor & Leo ao Vivo" que, aun siendo tan pirateado, en su primer mes de distribución ya estaba entre los 10 más vendidos del país, y en el tercero ya recibió su primer disco de oro, referido a 60.000 copias vendidas.
En ese mismo mes, grabaron su primer DVD, del cual surgió el cuarto trabajo discográfico, ambos titulados Victor & Leo ao Vivo em Uberlândia, junto a un público de más de 30.000 personas reunidas para la grabación de esta actuación (la grabación fue hecha en Uberlândia, por una cuestión geográfica, estaba en el centro del país; y también por haber sido ahí el primer lugar donde tocaron en la radio el anterior disco Victor & Leo ao Vivo. La dupla se enamoró de la ciudad y de la hospitalidad de sus habitantes por lo que decidieron salir de São Paulo; para vivir definitivamente en Uberlândia).
Producido y organizado por ellos y distribuido por Sony BMG, “Ao Vivo em Uberlândia” destacó por estar entre los 5 productos, tanto en DVD como en CD, más vendidos del país y por mantener el nombre de la dupla durante meses y meses en lo más alto del ranking nacional en páginas webs de búsqueda de letras.
En septiembre de 2008 la dupla lanzó el álbum Borboletas, donde destaca el tema homónimo que ocasionó un gran éxito en las radios y en las listas de éxitos de todo Brasil.
También lanzaron una versión en español del álbum, titulado Nada es normal. Sería lanzado en las radios de México con el tema «Nada es normal», que también fue lanzado en Brasil en su versión original como la segunda canción del álbum.
En abril de 2009, la dupla también consiguió entrar en la banda sonora de la novela Paraíso con el tema «Deus E Eu No Sertão», como canción de apertura.

## Discografía

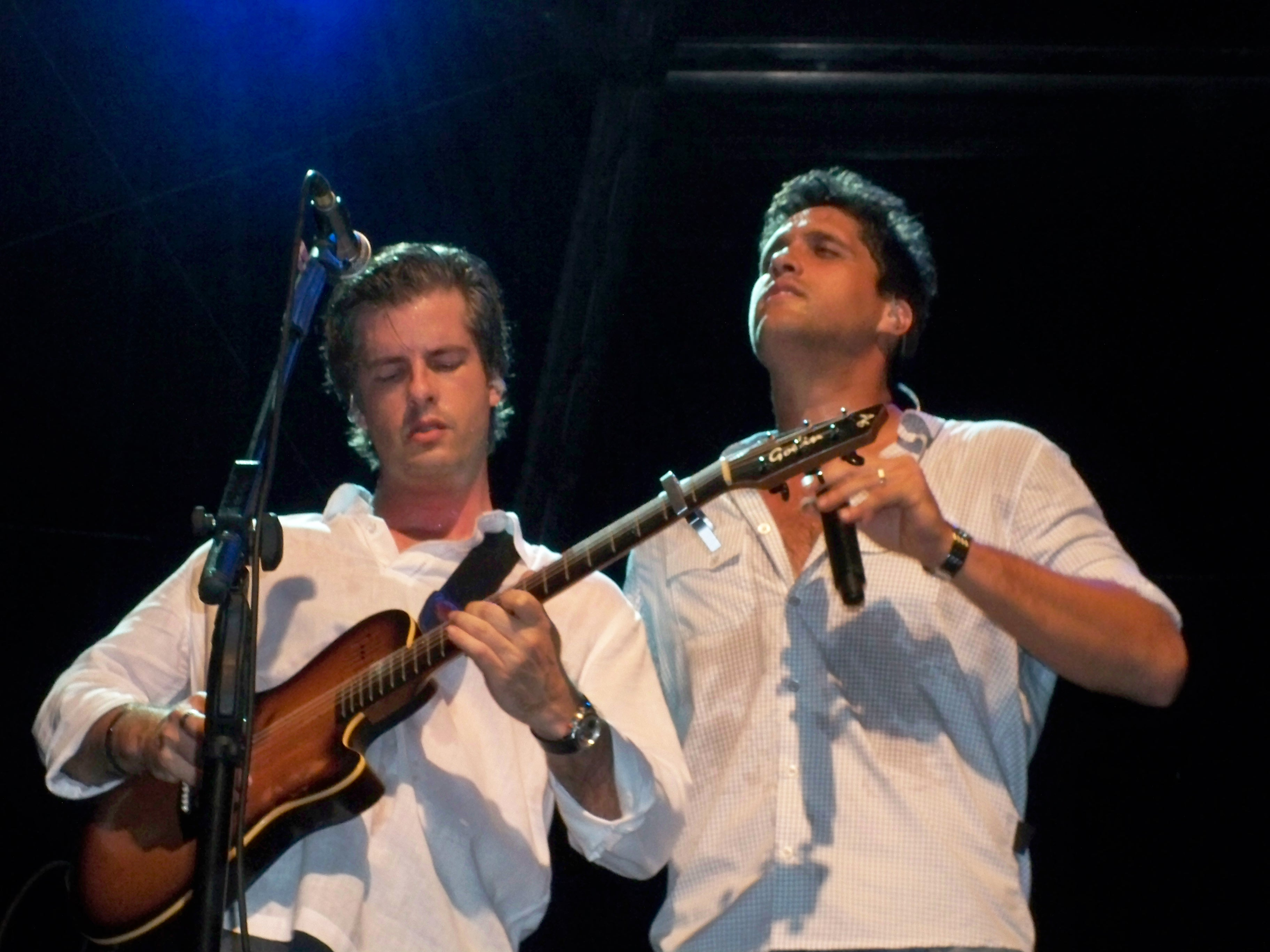
La dupla durante un concierto en la ciudad de Boa Vista, Roraima, el 14 de junio de 2009.

### Álbumes de estudio
- 2002 - Víctor & Leo
- 2004 - Vida Boa
- 2008 - Borboletas
- 2008 - Nada es normal
- 2010 - Boa Sorte Pra Você
- 2011 - Amor de Alma
- 2013 - Viva Por Mim

### Álbumes en vivo
- 2006 - Victor & Leo Ao Vivo
- 2007 - Ao Vivo em Uberlândia
- 2009 - Ao Vivo e Em Cores Em São Paulo
- 2012 - Ao Vivo em Floripa
- 2015 - Irmãos

### DVD
- 2007 - Ao Vivo em Uberlândia (Live)
- 2008 - Nada es normal (español - Documental)
- 2009 - Ao Vivo e em Cores Em São Paulo (Live)
- 2010 - A História (Short Film - Documental)
- 2012 - Ao Vivo em Floripa (Live)
- 2015 - Irmãos (Live)

### Álbumes recopilatorios
- 2012 - "Mega Hits" (download digital)
- 2013 - "Vida Boa" (2 CD + 2 DVD)
- 2014 - "Perfil" (CD, download digital)